# David Pope Anderson
David Pope Anderson (* 1955 Oakland, Kalifornie, USA) je americký vědecký výzkumník na University of California, Houston a mimořádným profesorem počítačových věd na houstonské univerzitě. Je vedoucím softwarových projektů distribuovaných výpočtů SETI@home, BOINC, Bossa a Bolt.

## Vzdělání
Nejprve získal bakalářský titul z matematiky na wesleyanské univerzitě. Poté magisterský a doktorandský (PhD) titul na wisconsinsko-madisonské univerzitě. Během postgraduálního studia vydal čtyři výzkumné práce z oblasti počítačové grafiky. Jeho doktorandský výzkum obsahoval zlepšení specifikace atributové gramatiky a implementaci počítačových protokolů.

## Profesní dráha
V letech 1985 až 1992 byl v Berkeley asistentem oddělení informatiky (UC Berkeley Computer Science Department), kde se mu dostalo od Národní vědecké nadace (NSF) ocenění PYI. Během tohoto období řídil několik výzkumných projektů:
- FORMULA, paralelní programovací jazyk a runtime systém pro počítačovou hudbu.[3]
- DASH, distribuovaný operační systém s podporou pro digitální audio a video.[4]
- Kontinuální systém Media File (CMFS), souborový systém pro digitální audio a video[5]
- Comet, I/O server pro digitální audio a video.[6]

V letech 1992 až 1994 pracoval v Sonic Solutions, kde vyvíjel Sonic System, první distribuovaný systém pro profesionální digitální editaci zvuku.

### Vynálezy
V roce 1994 vynalezl „Virtual Reality Television“, televizní systém, který umožňuje divákům určovat jejich virtuální pozici a orientaci. Za tento vynález mu byl v roce 1996 udělen patent.
V roce 1994 vyvinul jeden z prvních systémů pro spolupráci filtrování. Dále vyvinul webové stránky rare.com, které poskytují doporučování filmů založené na jejich hodnocení uživateli.
Od rok 1995 do roku 1998 byl technickým ředitelem Tunes.com, kde vyvinul webové systémy pro vyhledávání hudby na základě jejich filtrování, akustiky a jiných projevů.
V roce 1995 se spoji s Davidem Gedyem a Danem Werthimerem při vytváření SETI@home, prvním dobrovolnickým výpočetním projektem. Od té doby SETI@home řídí.
Od roku 2000 do roku 2002 působil jako ředitel společnosti United Devices. Tato společnost vyvinula software pro distribuované výpočty.

### Berkeley Open Infrastructure for Network Computing (BOINC)
V roce 2002 vytvořil Berkeley Open Infrastructure for Network Computing (BOINC) pro projekt Network Computing, který rozvíjí softwarovou platformu open-source pro dobrovolnické práci na počítači.
Projekt financuje NSF a realizuje se ve středisku UC Berkeley Space Sciences Laboratory. BOINC se používá asi 100 projektů, včetně SETI@home, Einstein@home, Rosetta@home, Climateprediction.net a IBM World Community Grid.
Program je používán jako platforma pro několik distribuovaných aplikací v tak rozmanitých oblastech, jako je matematika, medicína, molekulární biologie, klimatologie a astrofyzika.
Anderson se zapojil do projektu Stardust@home, který s 23 tisíci dobrovolníků identifikuje přes internet mezihvězdné prachové částice. Tento přístup bývá nazýván distribuované myšlení.
V roce 2007 Anderson představil trhu dva nové softwarové projekty: Bossa (middleware pro distribuované myšlení) a Bolt (framework pro webové školení a vzdělávání v rámci dobrovolnických výpočtů a distribuovaného myšlení).